# ユナイテッドエンタテインメント
株式会社ユナイテッドエンタテインメント（英: United Entertainment Inc.）は、日本の映画配給・宣伝・製作会社。

## 概要
邦画の配給・宣伝のほか、アジア作品を中心とした外国映画、外国映像ソフト関連の権利輸入業務を行う。配給した映像ソフトやグッズの販売は自社が運営する通販サイト「UE-shop」でも行う。

## 配給作品

### 日本作品
- 世界はときどき美しい（2007年）
- ランディーズ（2009年）
- 逆襲!スケ番☆ハンターズ 地獄の決闘（2010年）
  - 爆発!スケ番☆ハンターズ 総括殴り込み作戦（2010年）
- ザ・ボディガード（2010年）
- SとM 劇場版（2010年）
- タナトス（2011年）
- 魚介類 山岡マイコ（2011年）
- 王様とボク（2012年）
- FASHION STORY -Model-（2012年）
- こたつと、みかんと、ニャー。（2013年）
  - こたつと、みかんと、殺意と、ニャー。（2013年）
- 新大久保物語（2013年）
- ねこにみかん（2014年）
- 共に歩く（2014年）
- クジラのいた夏（2014年）
- カバディーン!!!!!!! 嗚呼・花吹雪高校篇（2014年）
  - カバディーン!!!!!!! 激突・怒黒高校篇（2014年）
- 鷲と鷹（2014年）
- あしたになれば。（2015年）
- カニを喰べる。（2015年）
  - 羊をかぞえる。（2015年）
- 夏ノ日、君ノ声（2015年）
- 女子高（2015年）
- 天秤をゆらす。（2016年）
- ソングドリーマーズ☆（2016年）
- 逃げた魚はおよいでる。（2017年）
- ケアニン〜あなたでよかった〜（2017年）
  - ピア〜まちをつなぐもの〜（2019年）
  - ケアニン〜こころに咲く花〜（2020年）
- 探偵は、今夜も憂鬱な夢を見る。（2017年）
  - 探偵は、今夜も憂鬱な夢を見る。2（2019年）
- 聖ゾンビ女学院（2017年）
- 台湾より愛をこめて（2017年）
- 天使のいる図書館（2017年）
- マスタード・チョコレート（2017年）
- 黒蝶の秘密（2018年）
- 恋するふたり（2019年）
- 私たちは、（2019年）
- 燃えよ!失敗女子（2019年）
- さそりとかゑる（2019年）
- 縁側ラヴァーズ（2020年）
  - 縁側ラヴァーズ2（2020年）
- LOVE STAGE!!（2020年）
- 国民の選択（2021年）
- ゴーストダイアリーズ（2021年）
- 二人小町（2021年）
- ウルフハンターが行く！（2020年）
  - ウルフハンターが行く！ アメリカ南北戦争編（2022年）
  - ウルフハンターが行く！ 人狼 三国志編（2023年）
- 虎の流儀 旅の始まりは尾張 東海死闘編（2022年）
  - 虎の流儀 激突！ 燃える嵐の関門編（2022年）
- オジさん、劇団始めました。（2023年）
- 白石晃士の決して送ってこないで下さい（2023年）
- カミノフデ 怪獣たちのいる島（2024年）

### 海外作品
- 大変な結婚（2005年）
- チャーミング・ガール（朝鮮語版）（2006年）
- 忘れえぬ想い（2006年）
- 私の胸の思い出（中国語版）（2007年）
- ワン・デイ・イン・ヨーロッパ（英語版）（2007年）
- イメルダ（英語版）（2009年）
- イザベラ（2011年）
- ビヨンド・アワ・ケン（2011年）
- 些細なこと（2011年）
- AV（2011年）
- ドリーム・ホーム（2012年）
- 恋の紫煙（2013年）
  - 恋の紫煙2（中国語版）（2013年）
- 低俗喜劇（中国語版）（2013年）
- スーパークレイジー極悪列伝（2015年）
  - 八仙飯店之人肉饅頭
  - エボラ・シンドローム 悪魔の殺人ウィルス（中国語版）
  - タクシーハンター（中国語版）
- メイド・イン・ホンコン（2018年）
- ザ・スリープ・カース（中国語版）（2019年）
- 星願 あなたにもういちど（2021年）
- 三眼ノ村 黒魔術の章（2021年）
  - 三眼ノ村 輪廻の章（2021年）
- わんぱく戦争（2021年）
- ゴンタウ／降頭（2023年）